# الدين في مالاوي
الدين في مالاوي، تعتبر الديانة المسيحية في دولة مالاوي شرق إفريقيا هي السائدة ودين الأغلبية، يليها الدين الإسلامي والديانات الإفريقية التقليدية.

## المسيحية
وفقًا لإحصائية أجريت عام 2016، حوالي 87% من سكان مالاوي البالغ عددهم 11 مليون شخص هم من المسيحيين.

## الإسلام

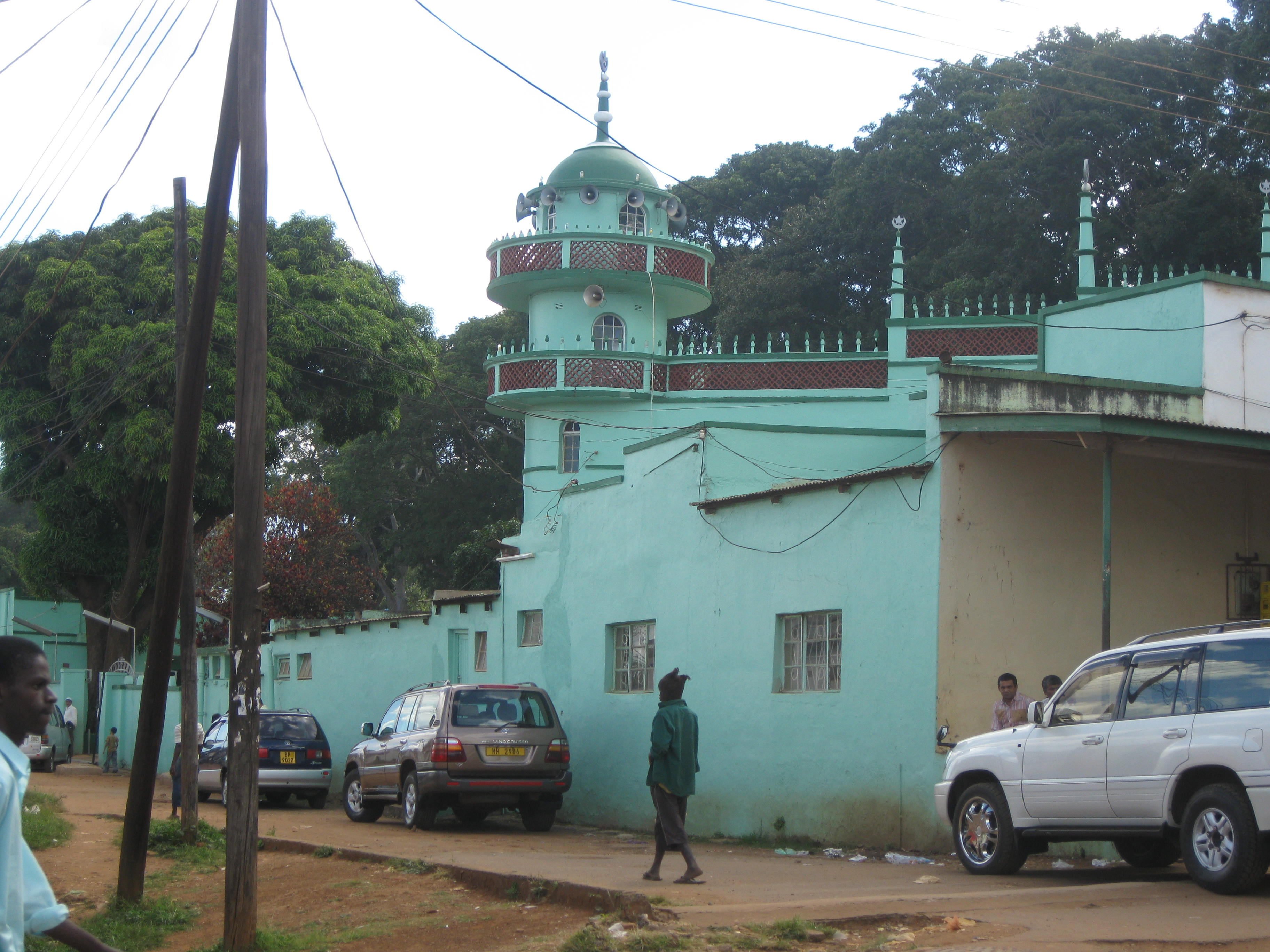
مسجد زومبا المركزي

الإسلام هو الدين الثاني في ملاوي بعد المسيحية، والغالبية من المسلمين يتبعون أهل السنة والجماعة، وفقاً لكتاب حقائق العالم في عام 2018، بلغ عدد المسلمين حوالي 13.8٪ من مجموع سكان البلاد.

## الديانات الأخرى
تشمل المجموعات الدينية الأخرى داخل مالاوي، أقليات منها: الديانات الإفريقية التقليدية والملحدون يشكلون حوالي 4 ٪ من السكان، ويوجد أقليات أخرى مثل: البهائيين وعدد قليل من اليهود والسيخ . 

## حرية الدين
يحظر دستور مالاوي التمييز على أساس الدين وينص على حرية الدين والمعتقد والفكر. كما ينص على منع التعصب الديني.
التعليم الديني إلزامي في المدارس الابتدائية العامة، ومتاح كمادة اختيارية في المدارس الثانوية العامة.
يوجد تعددية دينية في المجتمع الملاوي، وأن أعضاء الديانات المسيحية والإسلامية والهندوسية يشاركون بانتظام في الأعمال التجارية والمجتمع المدني معًا.